# (73454) 2002 NB35
(73454) 2002 NB35 – planetoida z pasa głównego asteroid okrążająca Słońce w ciągu 5,18 lat w średniej odległości 2,99 j.a. Odkryta 9 lipca 2002 roku.